# Yabebyry
Yabebyry est une ville et un des dix districts du Département de Misiones au Paraguay.